# Hautecour (Savoia)
Hautecour è un comune francese di 314 abitanti situato nel dipartimento della Savoia della regione dell'Alvernia-Rodano-Alpi.

## Società

### Evoluzione demografica
Abitanti censiti